# MVP I ligi polskiej w koszykówce mężczyzn
MVP I ligi polskiej w koszykówce mężczyzn – nagroda przyznawana co sezon od 2005 najlepszemu zawodnikowi I ligi koszykówki męskiej w Polsce, reprezentującej II poziom rozgrywkowy w kraju. Wyboru dokonują trenerzy drużyn I ligi. Według regulaminu trenerzy nie mogą głosować na trenowanych przez siebie zawodników.
W latach 2004–2010 wyboru dokonywał dziennikarz portalu pzkosz.pl – Adam Wall, w oparciu o opinie ekspertów, trenerów oraz zawodników.

## Laureaci
(x) – cyfra w nawiasie obok zawodnika oznacza kolejną nagrodę, uzyskaną przez tego samego gracza, natomiast obok klubu – kolejnego zawodnika z tego samego klubu

| Sezon     | MVP                 | Zespół                                |
| --------- | ------------------- | ------------------------------------- |
| 2004/2005 | Marcin Chodkiewicz  | Zastal Zielona Góra                   |
| 2005/2006 | Tomasz Milewski     | Tytan Częstochowa                     |
| 2006/2007 | Krzysztof Szubarga  | Sportino Inowrocław                   |
| 2007/2008 | Damian Kulig        | Big Star Tychy                        |
| 2008/2009 | Andrzej Misiewicz   | Żubry Białystok                       |
| 2009/2010 | Marcin Flieger      | Intermarche Zastal Zielona Góra (2)   |
| 2010/2011 | Piotr Pamuła        | AZS Politechnika Warszawska           |
| 2011/2012 | Mateusz Kostrzewski | Start Gdynia                          |
| 2012/2013 | Paweł Kikowski      | WKS Śląsk Wrocław                     |
| 2013/2014 | nie wybrano         | nie wybrano                           |
| 2014/2015 | Tomasz Ochońko      | BM Slam Stal Ostrów Wlkp.             |
| 2015/2016 | Dariusz Oczkowicz   | Miasto Szkła Krosno                   |
| 2016/2017 | Filip Zegzuła       | ACK UTH Rosa Radom                    |
| 2017/2018 | Hubert Pabian       | Spójnia Stargard                      |
| 2018/2019 | Aleksander Dziewa   | FutureNet Śląsk Wrocław (2)           |
| 2019/2020 | Piotr Niedźwiedzki  | WKK Wrocław                           |
| 2020/2021 | Piotr Śmigielski    | Grupa Sierleccy-Czarni Słupsk         |
| 2021/2022 | Marcin Nowakowski   | Rawlplug Sokół Łańcut                 |
| 2022/2023 | Arinze Chidom       | Górnik Trans.eu Zamek Książ Wałbrzych |
| 2023/2024 | Jamonda Bryant      | WKS Śląsk II Wrocław                  |
| 2024/2025 | Charles Jackson III | Miasto Szkła Krosno                   |